# 20 octobre 1949
Le jeudi 20 octobre 1949 est le 293e jour de l'année 1949.

## Naissances
- Craig R. Baxley, réalisateur américain
- Daniel Annequin, anesthésiste pédiatrique et psychiatre français
- Dieter Schneider, footballeur allemand
- Ernie Campbell, footballeur australien
- Hong Seok-hyun, diplomate sud-coréen
- James Michael Harvey, prélat catholique
- Péter Vépi, footballeur international hongrois
- Urszula Krupa, femme politique polonaise
- Valeriy Borzov, athlète soviétique
- Wayne Collett, (mort le 17 mars 2010), athlète américain spécialiste du 400 mètres

## Décès
- Jacques Copeau (né le 4 février 1879), acteur, directeur de théâtre et dramaturge
- Sam Collins (né le 11 août 1887), guitariste et chanteur de blues américain